# Ahmed Nekkar
Pour les articles homonymes, voir Nekkar.
 (juillet 2024).
Il peut être nécessaire de l'améliorer pour respecter le principe de neutralité de point de vue. Veuillez consulter la page de discussion pour plus de détails.

 (juillet 2024).
La mise en forme du texte ne suit pas les recommandations de Wikipédia : il faut le « wikifier ».
Les points d'amélioration suivants sont les cas les plus fréquents. Le détail des points à revoir est peut-être précisé sur la page de discussion.
- Les titres sont pré-formatés par le logiciel. Ils ne sont ni en capitales, ni en gras.
- Le texte ne doit pas être écrit en capitales (les noms de famille non plus), ni en gras, ni en italique, ni en « petit »…
- Le gras n'est utilisé que pour surligner le titre de l'article dans l'introduction, une seule fois.
- L'italique est rarement utilisé : mots en langue étrangère, titres d'œuvres, noms de bateaux, etc.
- Les citations ne sont pas en italique mais en corps de texte normal. Elles sont entourées par des guillemets français : « et ».
- Les listes à puces sont à éviter, des paragraphes rédigés étant largement préférés. Les tableaux sont à réserver à la présentation de données structurées (résultats, etc.).
- Les appels de note de bas de page (petits chiffres en exposant, introduits par l'outil «  Source ») sont à placer entre la fin de phrase et le point final[comme ça].
- Les liens internes (vers d'autres articles de Wikipédia) sont à choisir avec parcimonie. Créez des liens vers des articles approfondissant le sujet. Les termes génériques sans rapport avec le sujet sont à éviter, ainsi que les répétitions de liens vers un même terme.
- Les liens externes sont à placer uniquement dans une section « Liens externes », à la fin de l'article. Ces liens sont à choisir avec parcimonie suivant les règles définies. Si un lien sert de source à l'article, son insertion dans le texte est à faire par les notes de bas de page.
- La présentation des références doit suivre les conventions bibliographiques. Il est recommandé d'utiliser les modèles {{Ouvrage}}, {{Chapitre}}, {{Article}}, {{Lien web}} et/ou {{Bibliographie}}. Le mode d'édition visuel peut mettre en forme automatiquement les références.
- Insérer une infobox (cadre d'informations à droite) n'est pas obligatoire pour parachever la mise en page.

Pour une aide détaillée, merci de consulter Aide:Wikification.
Si vous pensez que ces points ont été résolus, vous pouvez retirer ce bandeau et améliorer la mise en forme d'un autre article.
Œuvres principales
• Yugar Ucerrig Tafawett (1999)
```
• Tudert ger ẓẓebra d yifḍisen (2012)
• Adlis n tɣuri (2014)
• Aẓeḍḍa n tissist (2016)
• Taɣaḍt n Mass Seguin (2016)
• Apprendre tamazight maintenant (2017)
• Akruran (l'alchimiste) (2021)
• Aɣrum Aḥerfi (2025)
```

Compléments
• Diplôme d'enseignement Amazighe, 1997 ACT.
Ahmed Nekkar (en kabyle: Ḥmed Nekkar, en tifinagh: ⵃⵎⴻⴷ ⵏⴻⴽⴽⴰⵔ, né le 13 mars 1955 à Dellys, Kabylie (Algérie) et mort le 14 avril 2024 à Tizi-Ouzou en Kabylie, est un chanteur, musicien, traducteur et auteur-compositeur-interprète de plusieurs chansons, écrivain, romancier, dramaturge, poète et éditeur de plusieurs ouvrages en langue kabyle. Initiateur du groupe musical Ifguren durant les années 79, membre fondateur de l'association culturelle Tala et directeur des éditions Identité, Tizrigin Tamagit.

## Biographie
Ahmed Nekkar, né le 13 mars 1955 à Aït Selgem, s'engage dès son plus jeune âge dans la défense de la culture et de la langue amazighes. Cette lutte passionnée le conduit à être emprisonné en 1976. Romancier, poète, linguiste et traducteur, il consacre sa vie à la préservation et à la promotion de l'héritage amazigh.
Est l'un des pionniers de la littérature kabyle moderne, ayant publié son premier roman en 1999, intitulé "Yugar Ucerrig Tafawet" (Maison d'édition Yuba II).
S'est d'abord fait connaître en tant que poète, débutant sa carrière poétique en 1972-1973 alors qu'il étudiait à l'école secondaire "Abderehman Illul" à Larebaa n At Yiraten, il est également membre fondateur du groupe de musique de la chanson défensive IFGUREN.
En 2012, il publie son deuxième roman, "Ger Ẓẓebra d Yifḍisen" (Maison d'édition Le savoir). En 2013, il rédige un manuel destiné aux élèves du secondaire et du lycée, intitulé "Adlis n Tγuri, apprendre et enseigner le kabyle avec exercices et analyses", publié dans la revue La Pensée. Son troisième roman, "Tajeǧǧigt n Meγres", est publié en 2015 chez Tamagit. Il s'agit d'une traduction du roman "Rencontre inattendue" de Moussa Bouchakour. En 2016, il publie chez Tamagit son quatrième roman, "Aẓeḍḍa n Tissist". Il a également enrichi la littérature kabyle avec un manuel d'apprentissage du tamazight, un livre intitulé "Apprendre tamazight maintenant" et une pièce de théâtre, "Tiziri Usigna".
En 2015, il traduit en kabyle "La Chèvre de Monsieur Seguin", extrait du recueil "Lettres de mon moulin" de l'écrivain français Alphonse Daudet (1840-1897), sous le titre "Taγaḍt n Mass. Seguin" (Édition Identité). Il traduit également "Rezam et les voleurs de sable" de l'écrivaine britannique Stéphanie Benson.
Toujours en 2015, il traduit et publie chez les éditions identité deux nouvelles contenant deux histoires : "Peau d’âne" et "Le Maitre voleur". En 2016, il traduit également en langue kabyle des contes illustrés créés par Marlène Jobert, tels que "Le jardin de la sorcière" et "Le pauvre et le riche".
"Alluca di tmurt n tirga" est une traduction par  de "Alice au pays des merveilles" de l'écrivain britannique Lewis Carroll (1832-1898).
En 2021, il a traduit l'une des œuvres littéraires les plus célèbres au monde, "L'Alchimiste" de Paulo Coelho, en langue kabyle sous le titre "Akruran ". Cette traduction lui a valu le prix MOHYA de la meilleure traduction littéraire à Ottawa en 2022, sous la direction de l'association Tiregwa.
Ahmed Nekkar meurt le 14 avril 2024 à Tizi-Ouzou. Il a été inhumé dans son village natal.

## Engagement militant
L’engagement militant d’Ahmed Nekkar est étroitement lié à la défense de la langue et de la culture tamazight. Dès son adolescence, il milite activement en contact avec l'OFB pour la reconnaissance des caractères tifinaghs et la promotion de l’identité kabyle. En 1976, il est arrêté par la sécurité militaire pour ses activités en faveur de la cause amazighe, notamment pour avoir sensibilisé la jeunesse kabyle sur la richesse de leur culture et dénoncé l’arabo-islamisation de l’Algérie. Parmi eux se trouvaient Smaïl Medjeber et Mohamed Haroun qui sont accusés d'« activités subversives ». Ils sont détenus et torturés pour affaire des poseurs de bombes liés à l'attentat contre le quotidien El'Moudjahid.

## Après la prison
Après sa libération, il adopte une nouvelle stratégie : utiliser la littérature comme un moyen de résistance culturelle. Ses romans, contes et traductions ne sont pas seulement des œuvres littéraires, mais aussi des outils pédagogiques pour préserver et enrichir la langue tamazight. Il s’oppose également au pouvoir algérien, critiquant les compromis de certains militants qui se sont éloignés des idéaux berbéristes pour des avantages matériels .
Il contribua avec ses amis (es) militants (es), pour des fondations et créations littéraires, pour promouvoir et préserver l'identité berbère. Publie son premier roman Yugar ucerrig tafawett et remporte le prix Mouloud Mammeri en 2001.
Ahmed Nekkar a fondé la maison d’édition Identité en 2014 pour soutenir les écrivains kabyles et promouvoir les œuvres en tamazight, un acte militant visant à institutionnaliser la présence de la langue amazighe dans le paysage littéraire algérien  . Ses travaux, ainsi que son parcours personnel, illustrent un engagement indéfectible envers la valorisation de l’identité amazighe.

## Publications

### Romans
1. Yugar Ucerrig tafawett, Éditions Juba 2, Alger, 1999[16], (ber) Ahmed Nekkar, Yugar ucerrig tafawett, Alger, Juba II, 1999, 224 p. (ISBN 9961-880-00-5)
2. Tudert ger Zzebra d Yifdisen[17], Éditions Identité, Tizi-Ouzou, 2012,  (ISBN 9789931549239). Réédition en 2017.
3. Aẓeḍḍa n Tissist, Éditions Identité, Tizi-Ouzou, 2016  (ISBN 978-2-84186-226-9).
4. Akruran[18] (traduction de l'Alchimiste), Éditions Identité, Tizi-Ouzou, 2021 (ISBN 978-9931-549-37-6). Arraz Muḥya[19].
5. Aɣrum Aḥerfi[20] (Traduction de le pain nu vers le Kabyle),  Axxam n Tmusni[21], Allemagne, 2025 .(kab) Mohamed Choukri (trad. Ahmed NEKKAR, ill. Naoufel Bouzebouja), الخبز الحافي [« Aɣrum Aḥerfi »], Allemagne, Axxam n Tmusni,‎ 2025, 204 p. (ISBN 979-8309542550)

### Étude de la langue
1. Adlis n Tɣuri (Livre de lecture), La pensée, Tizi-Ouzou, 2013,  (ISBN 978-993-13-5500-7).
2. Apprendre Tamazight maintenant[22], Éditions Identité, Tizi-Ouzou, 2017,  (ISBN 978-993-15-4919-2).